# قائمة المناسبات الفلسطينية بالتقويم الميلادي
- 30 مارس: يوم الأرض الفلسطيني
- 5 أبريل: يوم الطفل (الأراضي الفلسطينية)
- 5 مايو: عيد الخضر أو القديس جورجيوس (المجتمعاتالفلسطينية )
- 15 مايو: يوم النكبة (المجتمعات الفلسطينية )
- 5 يونيو: يوم النكسة (المجتمعاتالفلسطينية )
- منقول، عمومًا 29 نوفمبر: اليوم العالمي للتضامن مع الشعب الفلسطيني (تاريخ 2018: 29 نوفمبر)
- 4 ديسمبر: عيد البربارة ( إسرائيل وفلسطين، ليس عطلة رسمية)